# 安德烈亚斯·施塔德勒
安德烈亚斯·施塔德勒（德語：Andreas Stadler，1896年7月31日—1941年2月14日），奥地利男子举重运动员。他曾代表奥地利参加1924年和1928年夏季奥林匹克运动会举重比赛，其中1924年奥运会获得一枚银牌。